# One (canción de Creed)
«One» es una canción de la banda estadounidense de hard rock y metal alternativo Creed. Fue lanzado el 1 de diciembre de 1998 como el cuarto y último sencillo de su primer álbum de estudio My Own Prison (1997).

## Música y letra
"One" presenta un tono pegadizo y optimista y la banda lo consideró una desviación de su sonido en comparación con otras canciones de My Own Prison. La canción denuncia las tensiones raciales en la sociedad moderna y la "discriminación ahora en ambos lados" que hace que "las semillas del odio florezcan aún más". La canción sugiere que "el objetivo es estar unificados" y por tanto "¿por qué sujetar a uno para elevar a otro?" Para seguir adelante, debemos darnos cuenta de que "el único camino es uno" porque "lo único que queremos es la unidad" y "al final encontraremos nuestro destino juntos".

## Posicionamiento en lista
| Lista (1999)                         | Mejor posición |
| ------------------------------------ | -------------- |
| Canadá (RPM Top Singles)             | 39             |
| Estados Unidos (Billboard Hot 100)   | 70             |
| Estados Unidos (Alternative Airplay) | 2              |
| Estados Unidos (Mainstream Rock)     | 2              |

## En otros medios
La banda tocó "One" el 3 de febrero de 1999, durante su primera presentación televisiva en The Late Show With David Letterman. Durante la actuación, la banda accidentalmente comenzó a tocar la canción antes de que Letterman terminara de presentarlos y promocionar My Own Prison, lo que provocó que Letterman obligara a la banda a dejar de tocar abruptamente la canción para poder presentarlos adecuadamente.
La canción se usó en un montaje de video en el segundo evento anual de lucha libre profesional WWE Tribute to the Troops en 2004. También se usó como tema de entrada del luchador Ricky Steamboat en los eventos en vivo de Raw de 2006 y 2007.